# Theope excelsa
Espèce
Theope excelsa est une espèce d'insectes lépidoptères appartenant à la famille  des Riodinidae et au genre Theope.

## Taxonomie
Theope excelsa a été décrit par Henry Walter Bates en 1868.

### Noms vernaculaires
Theope excelsa se nomme en anglais Elegant Theope.

## Description
Theope excelsa est un papillon au dessus bleu foncé chez le mâle, bleu violine plus clair chez la femelle, avec aux ailes antérieures une large bordure marron des bords costal et externe, uniquement du bord costal aux ailes postérieures.
Le revers est jaune.

## Biologie
Le femelles sont observées en Guyane de décembre à mars.

## Écologie et distribution
Theope excelsa est présent en Guyane, en Guyana, au Surinam, au Venezuela, à Trinité-et-Tobago et au Pérou,.

### Biotope
Les mâles ont leur poste dans les arbres, en hauteur, entre 3 et 6 mètres.

### Protection
Pas de statut de protection particulier.